# Белая (приток Кутамыша)
Белая — река в России, протекает в Лысьвенском районе Пермского края. Устье реки находится в 58 км по левому берегу реки Кутамыш. Длина реки составляет 14 км.
Исток реки на границе с Кунгурским районом в 38 км к юго-западу от города Лысьва. Всё течение реки проходит по ненаселённой местности среди лесистых холмов западных предгорий Среднего Урала. Генеральное направление течения — северо-восток. Притоки — Татарка, Большакова, Седунка (все — правые).

## Данные водного реестра
По данным государственного водного реестра России относится к Камскому бассейновому округу, водохозяйственный участок реки — Кама от города Березники до Камского гидроузла, без реки Косьва (от истока до Широковского гидроузла), Чусовая и Сылва, речной подбассейн реки — бассейны притоков Камы до впадения Белой. Речной бассейн реки — Кама.
По данным геоинформационной системы водохозяйственного районирования территории РФ, подготовленной Федеральным агентством водных ресурсов:
- Код водного объекта в государственном водном реестре — 10010100912111100013896
- Код по гидрологической изученности (ГИ) — 111101389
- Код бассейна — 10.01.01.009
- Номер тома по ГИ — 11
- Выпуск по ГИ — 1